# Suite de Davenport-Schinzel
En combinatoire, une suite de Davenport-Schinzel est une suite de symboles dans laquelle le nombre de fois où deux symboles peuvent apparaître en alternance est limité. La longueur d'une suite de Davenport-Schinzel est limitée par le nombre de ses symboles distincts multiplié par un facteur petit mais non constant qui dépend du nombre d'alternances qui sont permises. Les suites de Davenport-Schinzel furent définies pour la première fois par Harold Davenport et Andrzej Schinzel afin d'analyser les équations différentielles linéaires. Ces séries et leurs limitations de longueur sont également devenues des outils standard en géométrie discrète et dans l'analyse des algorithmes géométriques.

## Définition
Une suite finie de « symboles » U = u1, u2, u3, ...  uN est dite suite de Davenport–Schinzel d'ordre s si elle satisfait aux deux propriétés suivantes :
1. deux valeurs consécutives de la suite ne peuvent être égales.
2. si x et y sont deux valeurs distinctes se produisant dans la suite, alors la suite ne contient pas de sous-suite ... x, ... y, ..., x, ..., y, ... consistant en s + 2 valeurs alternant entre x et y mais contient une sous-suite de longueur s + 1 avec deux symboles distincts.

Ainsi, la suite :
1, 2, 1, 3, 1, 3, 2, 4, 5, 4, 5, 2, 3
est une suite de Davenport–Schinzel d'ordre 3. Elle contient des sous-suites alternatives de longueur quatre, comme ...1, ... 2, ... 1, ... 2, ... (qui apparaît de quatre manières différentes comme une sous-suite dans la suite globale), mais ne contient aucune sous-suite alternative de longueur cinq.
Si une suite de Davenport–Schinzel d'ordre s comprend n valeurs distinctes, elle est appelée suite de Davenport–Schinzel (n,s), ou suite DS(n,s).

## Limites aux longueurs
La complexité des suites DS(n,s) a été analysée asymptotiquement lorsque n tend vers l'infini, en supposant que s est une constante fixe. Des bornes fortes presque optimales sont connues pour tout s. 
Soit λs(n) la longueur de la suite DS(n,s) la plus longue. Les meilleurs limites connues sur λs utilisent la fonction d'Ackermann inverse.
α(n) = min { m | A(m,m) ≥ n },
où A est la fonction d'Ackermann. En raison de la croissance très rapide de la fonction d'Ackermann, son inverse α croît très lentement, et est d'au plus quatre pour les problèmes de taille pratique.
Avec les notations de Landau (o et O), on connait les limites suivantes :
- λ1(n) = n[4],
- λ2(n) = 2n − 1[4].
- {\displaystyle \scriptstyle {2n\alpha (n)-O(n)\leq \lambda _{3}(n)\leq 2n\alpha (n)+O(n{\sqrt {\alpha (n)}})}}[5]. Cette borne de complexité peut être réalisée avec un facteur constant par des segments de droite : il existe des arrangements de n segments de droite dans le plan dont les enveloppes les plus basses ont la complexité Ω(n α(n))[6].
- pour les valeurs paires de s≥ 4[7], {\displaystyle \scriptstyle {\lambda _{s}(n)=n\cdot 2^{{\frac {1}{t!}}\alpha (n)^{t}(1+o(1))}}}, où t = s/2 − 1.
- pour les valeurs impaires de s≥ 5[7], {\displaystyle \scriptstyle {\lambda _{s}(n)=n\cdot 2^{O(\alpha (n)^{\frac {s-3}{2}}\log \alpha (n))}.}}.

La valeur de λs(n) est connue également lorsque s est variable et n une constante petite :
{\displaystyle \scriptstyle {\lambda _{s}(2)=s+1\,}}
{\displaystyle \scriptstyle {\lambda _{s}(3)=3s-2+(s\,{\bmod {\,}}2)}}
{\displaystyle \scriptstyle {\lambda _{s}(4)=6s-2+(s\,{\bmod {\,}}2)}}

## Application aux enveloppes basses

Une suite de Davenport-Schinzel formée par les enveloppes basses de segments de droite.

L'enveloppe basse d'un ensemble de fonctions ƒi(x) d'une variable réelle x est la fonction donnée par leurs minimums en chaque point :
ƒ(x) = mini ƒi(x).
On suppose que ces fonctions ont des comportements favorables : elles sont toutes continues, et chaque paire d'entre elles sont égales en au moins s valeurs. Avec ces hypothèses, la droite réelle peut être découpée en de nombreux intervalles finis dans lesquels une fonction à ses valeurs plus basses que celles de toutes les autres. La série de ces intervalles, désignée par la fonction de minimisation dans chacun des intervalles, forme une suite de Davenport–Schinzel d'ordre s. Donc, toute limite supérieure de la complexité d'une suite de Davenport–Schinzel de cet ordre limite aussi le nombre d'intervalles dans cette représentation de l'enveloppe basse.
Dans l'application originelle de Davenport et Schinzel, les fonctions considérées étaient un ensemble de solutions différentes à la même équation différentielle linéaire homogène d'ordre s. Toute paire de solutions distinctes peut avoir au plus s valeurs en commun, et donc l'enveloppe basse d'un ensemble de n solutions distinctes forme une suite DS(n,s).
Ce même concept d'enveloppe basse peut aussi être appliqué aux fonctions qui sont continues par morceaux ou définies seulement sur des intervalles de la droite réelle. Cependant, dans ce cas, les points de discontinuités des fonctions et des extrémités de l'intervalle dans lequel chaque fonnction est définie ajoute à l'ordre de la suite. Ainsi un segment de droite non vertical dans le plan peut être considéré comme le graphe d'une fonction liant un intervalle de x valeurs aux valeurs y correspondantes, et l'enveloppe basse d'un ensemble de segments de droite forme une suite de Davenport–Schinzel d'ordre trois car toute paire de segments de droite peut former une sous-suite alternative avec une longueur d'au plus quatre.